# لوزار (إقليم فرنسي)

موقع اقليم لوزار

لوزار أو لُزَار (بالفرنسية:Lozère) هو إقليم فرنسي، يقع في جنوبي شرق فرنسا بالقرب من وسط الكتلة الصخرية، سمى باسم لوزار نسبة لجبل لوزار الذي يقع في الإقليم.

## تاريخ الإقليم
إقليم لوزار هو واحد من الأقاليم الـ 83 التي تتشكل منها فرنسا، أنشأ خلال الثورة الفرنسية يوم 4 مارس 1790، تم أنشاؤه من جزء من منطقة لانغدوك السابقة.
وكان وحش جيفاودان (بالفرنسية: Beast of Gévaudan) الذي أصبح جزءا من تاريخ الإقليم، والذي روع المنطقة العامة لمنطقة جيفاودان السابقة، والتي كانت تملك حدود قريبة مع إقليم لوزار، وكان يعيش هذا الوحش في جبال مارغريد في الإطار الزمني بين أعوام 1764-1767.

## جغرافية الإقليم
جغرافية إقليم لوزار معقد جدا، حيث تغطية أربعة نطاقات جبلية، ففي الشمال الغربي تقع الهضبة البازلتية على ارتفاع 1000 إلى 1450 م، مع مناخ بارد رطب لتأثره بالمحيط الأطلسي، وفي الشمال والشمال الشرقي من الإقليم تقع جبال ماغريد، التي تتكون من صخور الجرانيت، ولها قمم يبلغ ارتفاعها بين 1,000 و 1,550 متر. أما المناخ فهو بارد ولكنه جاف مع ثلوج أقل.
وفي الغرب والجنوب يحتوي الإقليم على سلسلة هضاب كاوسيس، والجنوب الشرقي يحتوي الإقليم على سلسلة جبال سيفينز والتي تشمل أعلى نقطة في إقليم لوزار حيث تبلغ 1702 م.

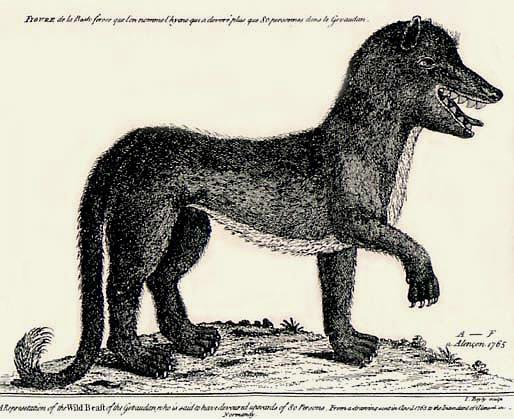
صورة لوحش جيفاودان

## سكان الإقليم
ويطلق على سكان إقليم لوزار اسم لوزيريانز (بالفرنسية:Lozériens)، وهي من الأقاليم الفرنسية الأقل سكانا حيث يسكن بها حوالي 73,509 نسمة فقط.
ويعتقد أن انخفاض الكثافة السكانية (14 نسمة / كيلومتر مربع) راجعا إلى التربة في المنطقة، حيث تعد التربة من أفقر الترب الزراعية في فرنسا، وكما أن النزوح القروي والذي كان مرتفعا خصوصا في الزمن الواقع بين 1850 و1910.
في السنوات الأخيرة قد زاد عدد سكان الإقليم قليلا، بسبب أنه يعتقد أن تقدم نوعية وجودة الحياة قد ارتفع، وأيضا نتيجة لتحسين شبكات النقل، ومع ذلك، فإن السكان في الإقليم من كبار السن ومن متوسطي الدخل.

## السياحة في الإقليم
تشمل الأنشطة السياحية مجموعة متنوعة من الألعاب الرياضية مثل التزحلق على الجليد والتجديف، كما يحتوي إقليم لوزار على جزء من حديقة سيفين الوطنية. وتعتبر لوزار واحدة من أفضل المناطق في فرنسا لصيد سمك السلمون المرقط، وتتواجد بصفة خاصة في الأنهار مثل لوط، وتارن، وتروير.

## معرض صور

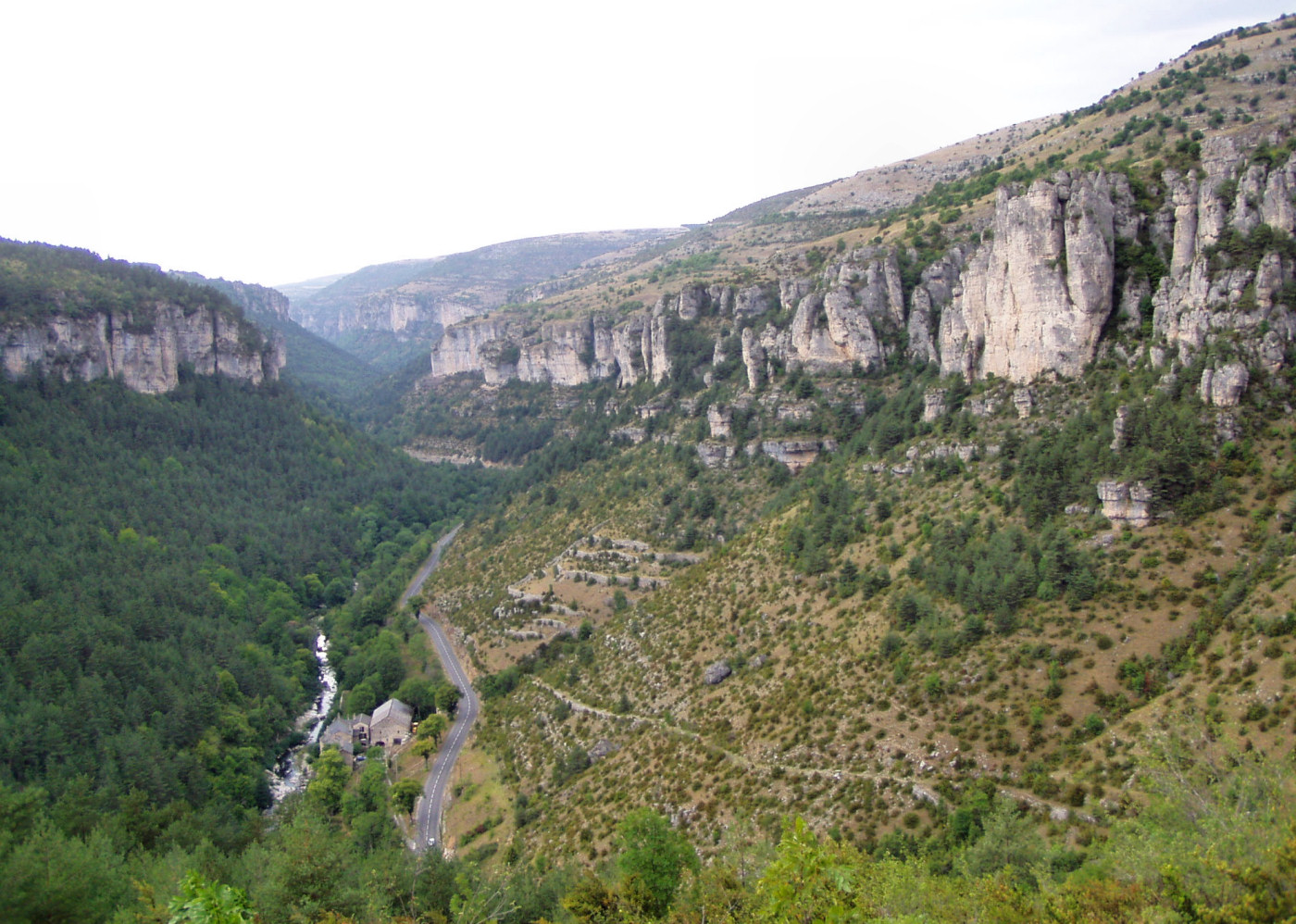
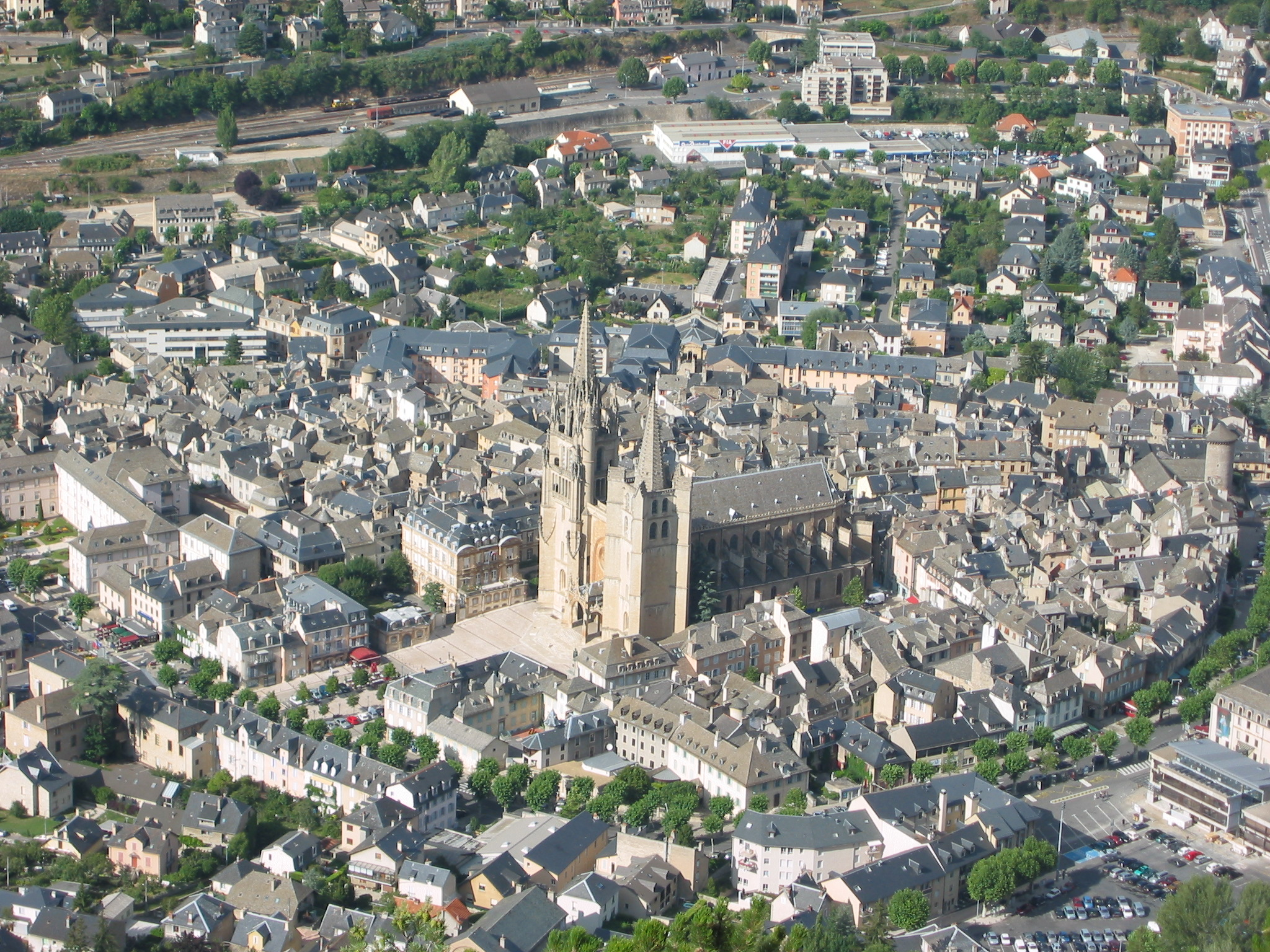
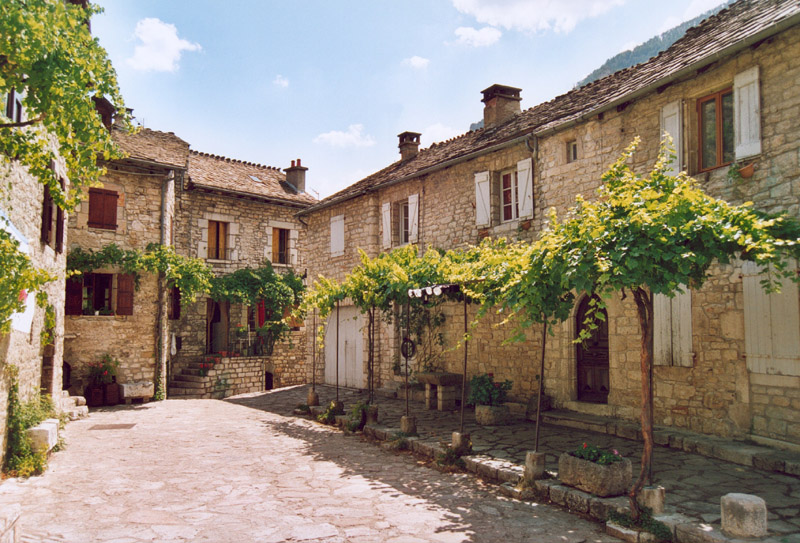
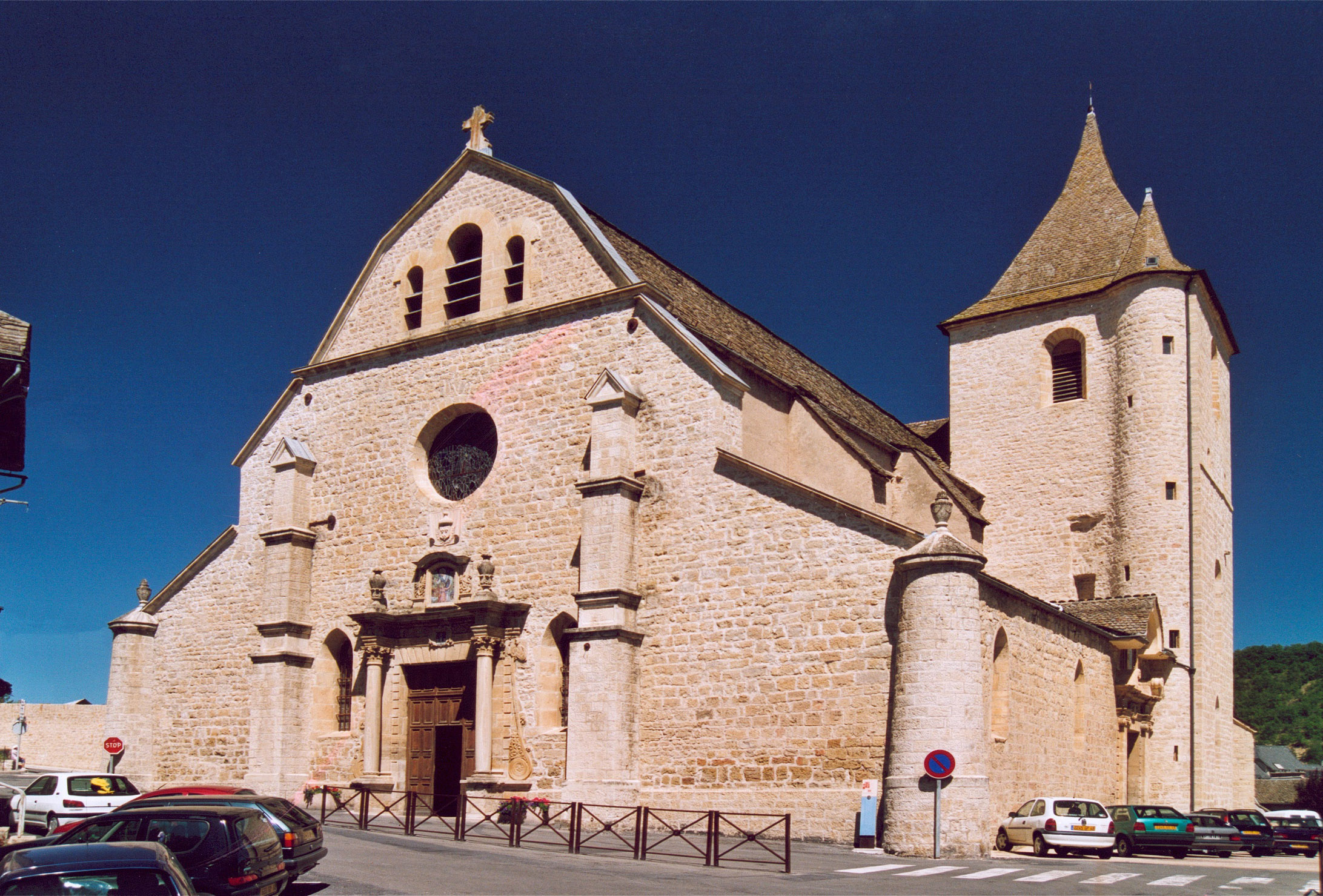